# Sound Techniques
Il Sound Techniques era un famoso studio di registrazione che si trovava al numero 46 di Old Church Street, nel quartiere di Chelsea, a Londra. Dopo la fondazione, che avvenne nel dicembre del 1964, divenne rapidamente uno dei più importanti studi indipendenti inglesi, grazie anche alla tecnologia d'avanguardia di cui disponeva.
Venne chiuso nel 1976, e la società proprietaria continuò l'attività con produzioni televisive e sviluppo di tecnologia informatica. È prevista per il 2011 l'apertura di un nuovo studio Sound Techniques nel Norfolk, in Inghilterra
Tra i vari musicisti che incisero in questo studio tra gli anni sessanta e i settanta, vi furono:
- Pink Floyd
- Jethro Tull
- John Cale
- The Who
- Robert Wyatt
- Nick Drake
- John Martyn
- Beverley Martyn
- Sandy Denny

- Elton John
- The Yardbirds
- Fairport Convention
- Steeleye Span
- Pentangle
- The Incredible String Band
- Richard Thompson
- Stackridge
- Gerry Rafferty